# Silent Hill (videohra)
Silent Hill je survival horor z roku 1999, který vyvinula skupina Team Silent v rámci Konami Computer Entertainment Tokyo a vydala společnost Konami pro PlayStation. Jedná se o první díl videoherní série Silent Hill.

## Hratelnost
Hra Silent Hill využívá pohled třetí osoby s vykreslováním 3D grafiky. Aby zmírnili omezení hardwaru konzole, použili vývojáři mlhu a tmu z dálky, aby zastřeli grafiku a skryli vyskakovací prvky, což pomohlo vytvořit atmosféru a tajemnost hry. Na rozdíl od dřívějších survival hororů, které se zaměřovaly na hlavní hrdiny s bojovým výcvikem, je hráčskou postavou Silent Hillu „everyman“.

## Děj hry
Hra sleduje Harryho Masona, který pátrá po své ztracené adoptivní dceři ve stejnojmenném fiktivním americkém městě Silent Hill. Narazí na náboženský kult, který provádí obřad k oživení svého božstva. V závislosti na akcích, které hráč provede, je možných pět konců hry.

## Vydání a ohlasy
Videohra Silent Hill byla vydána v průběhu roku 1999 v různých částech Země.
Hra Silent Hill získala po vydání kladné recenze kritiků a byla komerčně úspěšná. Mnozí ji považují za jednu z nejlepších videoher vůbec a zároveň za určující titul v žánru survival hororu, který se odklonil od béčkových hororových prvků směrem k psychologičtějšímu hororovému stylu s důrazem na atmosféru.
Silent Hill se dočkal různých adaptací, včetně vizuálního románu z roku 2001, celovečerního filmu Silent Hill z roku 2006 a obnovení titulu Silent Hill: Shattered Memories z roku 2009. Po hře následoval Silent Hill 2 v roce 2001 a přímé pokračování Silent Hill 3 v roce 2003.